# Zhang Xuan

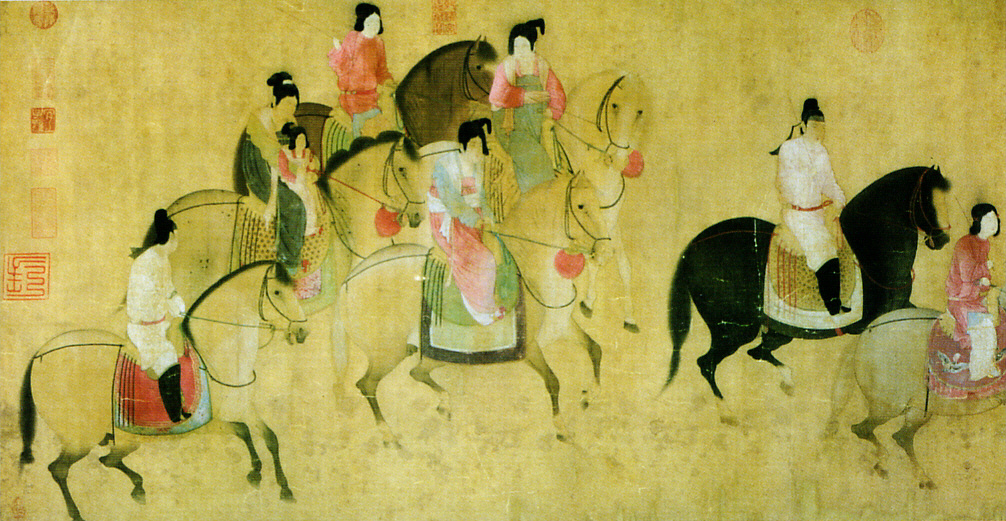
Salida de primavera de la corte Tang, por Zhang Xuan.

Zhang Xuan (Chino: 張萱; pinyin: Zhāng Xuān; Vadea@–Giles: Chang Hsüan) (713 – 755) fue un pintor en chino, 張萱; pinyin, Zhāng Xuān; Wade-Giles, Chang Hsüan, quien vivió durante la Dinastía Tang (618 – 907).
Zhang Xuan pintó muchas piezas de arte, uno de sus más conocidas pinturas es Cortesanas  preparando seda recién tejida, de la cual solo sobrevive una copia pintada por el emperador Song Huizong (1100–1125) a principios del siglo XII. También pintó Salida de primavera de la corte Tang, más tarde rehecha por Li Gonglin.